# Giorgos Dalaras

Giorgos Dalaras bei einem Konzert in Kanada

Giorgos Dalaras (griechisch Γιώργος Νταλάρας, auch anglisiert George oder transkribiert Yorgos Dalaras bzw. Ntalaras; ausgesprochen betont als [ˈʝoɾɣos̺ daˈlaɾas̺] Giórgos Daláras, * 29. September 1949 in Piräus, Griechenland) ist ein griechischer Musiker.

## Leben und Karriere
Er ist der Sohn von Loukas Daralas, einem Sänger der 1950er und 1960er Jahre. Seine Musik lässt sich in die Musikrichtungen der Laïká, des Rembetiko und des Dimotikó einordnen. Sein Vater, seine Tante und sein Großvater waren Musiker der Laïká. 1968 nahm er seine erste Platte auf. Seit dem Erscheinen seiner ersten Schallplatte 1969 hat er ca. 50 eigene Alben aufgenommen und an ca. 40 weiteren mitgewirkt. Dalaras hat schon mehr als 15 Millionen Alben verkauft und mit fast allen bedeutenden griechischen Komponisten wie Mikis Theodorakis, Manos Hadjidakis, Apostolos Kaldaras, Stavros Koujioumtzis, Yannis Markopoulos, Manos Loïzos und Stavros Xarchakos zusammengearbeitet. Er gilt als einer der charakteristischsten und erfolgreichsten griechischen Sänger der letzten Jahrzehnte.
2005 erschien die CD Sta tragoúdia pou sou gráfo, die international unter dem Titel Shining Nights vertrieben wurde.
Im Mai 2007 kam Dalaras nach fünf Jahren im Rahmen seiner Europa-Tournee 2007 auch nach Deutschland. 2008 erschien dort eine Doppel-CD der beiden Werke Axion esti und Romiosini von Mikis Theodorakis mit ihm als Solist. Im Juni 2009 stand er zum ersten Mal zusammen mit Maria Farantouri aus Anlass eines Giannis-Ritsos-Hommagekonzertes in der Berliner Philharmonie auf der Bühne.

## Diskografie

### Singles (Auswahl)
- 1970: Natane To 21
- 1972: Paporaki Tou Bournova
- 1974: To Poukamiso To Thalassi
- 1986: I Eleftheri Ki Orei
- 1987: Den Thelo Pia Na Xanarthis (mit Glykeria)
- 1987: Historia de un amor
- 1987: Al Bohio
- 1991: Didimotiho Blues (mit Lavrentis Machairitsas)
- 1993: To Pepromeno
- 1997: Sto 'pa Ke Sto Xanaleo
- 1997: Pou Na 'Se Tora, Anna
- 1997: Ki An Se Thelo (mit Goran Bregović)
- 2003: Fragosiriani
- 2011: Spente Le Stelle (mit Emma Shapplin)
- 2017: Pes to Gia Mena (mit Eleni Vitali)